# Robert Elias Fries
(Klas) Robert Elias Fries (11 de julho de 1876, Uppsala  – 29 de janeiro de 1966, Estocolmo ),  o filho mais novo de Theodor Magnus Fries (1832–1913) e neto de Elias Magnus Fries (1794–1878) . Botânico sueco e um especialista em cogumelos que foi membro da Sociedade Micológica Britânica e estava envolvido com o Museu Botânico (UPS), Jardim Botânico e Museu Botânico de Berlim-Dahlem, Museu de História Natural (BM), Jardim Botânico Nacional da Bélgica (BR), Conservatório e Jardin botaniques de la Ville de Genève (G), Royal Botanic Gardens, Kew (K), Museu Sueco de História Natural, Departamento de Botânica Fanerogâmica (S) e Herbário Nacional dos Estados Unidos, Smithsonian Institution (EUA). 
Foi um colecionador de plantas de 1901 a 1923 na Europa: Suécia ; África Tropical: Quênia ; América do Sul Tropical: Bolívia ; América do Sul Temperada: Argentina . Ele às vezes trabalhava com seu pai e seu irmão Thore Christian Elias Fries (1886–1931). 
De 1901-1902 ele fez parte da expedição sueca  à Argentina e à Bolívia, cruzando o deserto do Chaco e os Andes . 
Em 1916, Fries casou-se com Nanna Curman, filha do professor Carl Curman e Calla Curman.
Foi professor Bergianus da Fundação Bergius em Estocolmo e chefe do seu jardim, Bergianska trädgården . Publicou trabalhos sobre micologia, geografia vegetal e sistemática .  Este botânico é indicado pela abreviatura do autor R.E.Fr. ao citar um nome botânico . 

## Links externos
- «Fries, Robert Elias». Missouri Botanical Garden. Consultado em 6 de maio de 2008